# بلاونتس‌تاون (فلوریدا)
بلاونتس‌تاون (به انگلیسی: Blountstown) شهری در شهرستان کلهون ایالت فلوریدا است که در سال ۱۹۰۳ بنیان‌گذاری شده‌است. این شهر طبق سرشماری سال ۲۰۱۰ میلادی، ۲٬۵۱۴ نفر جمعیت داشته و مساحت آن نیز ۸٫۳ کیلومتر مربع است.